# U18-Europamästerskapet i handboll för herrar 2004
U18-Europamästerskapet i handboll för herrar 2004, arrangerad av EHF, var en handbollsturnering för ungdomslandslag med spelare födda 1986 eller senare. Mästerskapet spelades i Belgrad i dåvarande Serbien och Montenegro, från den 23 juli till 1 augusti 2004. Segrade gjorde hemmanationen efter att ha besegrat Kroatien i finalen.

## Slutplaceringar
1. Serbien och Montenegro U19
2. Kroatien U19
3. Danmark U19
4. Slovenien U19
5. Tyskland U19
6. Slovakien U19
7. Sverige U19
8. Belarus U19
9. Frankrike U19
10. Ungern U19
11. Ryssland U19
12. Island U19
13. Schweiz U19
14. Estland U19
15. Rumänien U19
16. Bulgarien U19

## All-star team
- Målvakt: Søren Pedersen,  Danmark
- Vänstersexa: Dobrivoje Marković,  Serbien och Montenegro
- Vänsternia: Žarko Šešum,  Serbien och Montenegro
- Mittnia: Nejc Poklar,  Slovenien
- Mittsexa: Andrej Petro,  Slovakien
- Högernia: Johan Jakobsson,  Sverige
- Högersexa: Ivan Čupić,  Kroatien